# Absorción (sonido)
La absorción es la parte de energía incidente que se disipa al contacto con un material  y que afecta a la propagación del sonido.
Cuando una onda sonora alcanza una superficie, la mayor parte de su energía es reflejada, pero un porcentaje de ésta es absorbido por el nuevo medio. Todos los medios absorben un porcentaje del sonido que propagan.
La capacidad de absorción del sonido de un material es la relación entre la energía absorbida por el material y la energía reflejada por el mismo eco.
Es un valor que varía entre  0 (toda la energía se refleja) y 1 (toda la energía es absorbida).
En relación con la absorción ha de tenerse en cuenta:
- El coeficiente de absorción que indica la cantidad de sonido que absorbe una superficie en relación con la incidente.

- La frecuencia crítica es la frecuencia a partir de la cual una pared rígida empieza a absorber parte de la energía de las ondas incidentes.

## Tipos de materiales en cuanto a su absorción
1. Materiales resonantes, que presentan la máxima absorción a una frecuencia determinada: la propia frecuencia del material.
2. Materiales porosos, que absorben más sonido a medida que aumenta la frecuencia. Es decir, absorben con mayor eficacia las altas frecuencias (los agudos). El material poroso más difundido en el año 2005 era la espuma acústica.
3. Absorbentes en forma de panel o membrana absorben con mayor eficacia las bajas frecuencias (los graves), que las altas.
4. Absorbente Helmholtz Es un tipo de absorbente creado artificialmente que eliminan   específicamente unas determinadas frecuencias.